# Assumpta Serna
Assumpta Rodés Serna, née le 16 septembre 1957 à Barcelone est une actrice et professeur d'interprétation espagnole.

## Carrière
Assumpta Serna est apparue dans de nombreux films et séries télévisées, tant en Espagne qu'à l'étranger. Son rôle le plus célèbre reste sans doute celui de María Cardenal, avocate fascinée jusqu'à la morbidité par la tauromachie dans Matador de Pedro Almodóvar, en 1986.
En 1987, elle crée en français au Petit Odéon la pièce d'Alberto Moravia, L'Ange de l'Information, traduit par René de Ceccatty, sous la direction de Jacques Baillon.
Elle a écrit deux livres sur des techniques d'interprétation : Screenacting et Monologues in V.O. et elle a été la présidente de la AISGE, Actores e Intérpretes - Sociedad de Gestión de España. Elle parle anglais, français, portugais, catalan et castillan.

## Filmographie partielle

### Cinéma
- 1980 : Le Crime de Cuenca de Pilar Miró - Manuela
- 1980 : Pepi, Luci, Bom et autres filles du quartier de Pedro Almodóvar - Nuria
- 1986 : Matador de Pedro Almodóvar - María Cardenal
- 1987 : Lucky Ravi de Vincent Lombard - Miss Côte d'Azur
- 1989 : L'Orchidée sauvage de Zalman King - Hanna Munch
- 1990 : Moi, la pire de toutes (Yo, la peor de todas) de María Luisa Bemberg - Sœur Juana Inés de la Cruz
- 1991 : Rossini! Rossini! de Mario Monicelli - Marietta Marcolini
- 1992 : Le Maître d'escrime de Pedro Olea - Adela
- 1994 : Henri le vert de Thomas Koerfer
- 1995 : Les Cent et Une Nuits de Simon Cinéma d'Agnès Varda - une actrice muette à Hollywood
- 1996 : Dangereuse Alliance d'Andrew Fleming - Lirio
- 1999 : Pourquoi pas moi ? de Stéphane Giusti - Diane, la chanteuse de bal
- 2005 : L'Accordeur de tremblements de terre des frères Quay - Assumpta
- 2008 : Uncertainty de Scott McGehee et David Siegel - Sylvia Montero
- 2017 : Le Réseau de la liberté (Red de libertad) de Pablo Moreno : sœur Helena Studler
- 2020 : Saint Antoine-Marie Claret de Pablo Moreno : Mme Sandoval / Sœur Helena Studier
- 2023 : La sirvienta de Pablo Moreno
- 2024 : Pastoris de Pablo Moreno : aubergiste

### Télévision
- 1989 : Falcon Crest (feuilleton télévisé) - Anna Cellini (8 épisodes)
- 1993 : Sharpe (série télévisée) - Teresa Moreno (4 épisodes)
- 2003 : Henry VIII (téléfilm) de Pete Travis - Catherine d'Aragon
- 2005-2006 : Aquí no hay quien viva (sitcom) - Marta Puig Llorenç 'La Pantumaca' (13 épisodes)
- 2009 : 90-60-90, diario secreto de una adolescente (8 épisodes)
- 2011-2014 : Borgia (série télévisée) : Vannozza Cattanei (33 épisodes)

## Distinctions
- 1987 : Prix Sant Jordi du cinéma (Espagne) : meilleure actrice pour Matador
- 1993 : Academia de las artes y las ciencias cinematográficas (Espagne) : nommée au Goya de la meilleure actrice pour Le Maître d'escrime
- 1994 : Festival du film policier de Cognac (France) : meilleure actrice pour Le Maître d'escrime
- 1996 : Asociación de Cronistas del Espectáculo (Argentine) : meilleure actrice pour Moi, la pire de toutes (Yo, la peor de todas)